# Правительство Гайяра
Правительство Гайя́ра — кабинет министров, правивший Францией 150 дней с 6 ноября 1957 года по 15 апреля 1958 года, в период Четвёртой французской республики, в следующем составе:
- Фели́кс Гайя́р — председатель Совета министров;
- Кристиан Пино — министр иностранных дел;
- Жак Шабан-Дельмас — министр вооружённых сил;
- Морис Буржес-Монури — министр внутренних дел;
- Пьер Пфлимлен — министр финансов, экономических дел и планирования;
- Поль Рибейр — министр торговли и промышленности;
- Поль Бакон — министр труда и социального обеспечения;
- Робер Лекур — министр юстиции;
- Рене Бильер — министр национального образования;
- Антуан Квенсон — министр по делам ветеранов и жертв войны;
- Ролан Боскари-Монссервен — министр сельского хозяйства;
- Жерар Жаке — министр заморских территорий;
- Эдуар Боннефуз — министр общественных работ, транспорта и туризма;
- Феликс Уфуэ-Буаньи — министр здравоохранения и народонаселения;
- Пьер Гаре — министр реконструкции и жилищного строительства;
- Макс Лежён — министр по делам Сахары.